# Alluaudomyia tenuiannulata
Alluaudomyia tenuiannulata är en tvåvingeart som beskrevs av Gustavo R. Spinelli och Wirth 1984. Alluaudomyia tenuiannulata ingår i släktet Alluaudomyia och familjen svidknott.
Artens utbredningsområde är Guatemala. Inga underarter finns listade i Catalogue of Life.